# لایکا دیجیلوکس ۳
لایکا دیجیلوکس ۳ (به انگلیسی: Leica Digilux 3) یک دوربین عکاسی ساخت شرکت لایکا است.